# Berwick, Victoria
Berwick är en förort till Melbourne i Australien. Den ligger i kommunen Casey och delstaten Victoria, omkring 42 kilometer sydost om delstatshuvudstaden Melbourne.